# Theophil Priebel
Theophil Priebel (ur. 30 marca 1904, zm. 27 maja 1947 w Landsberg am Lech) – zbrodniarz nazistowski, członek załogi obozu koncentracyjnego Mauthausen-Gusen i SS-Rottenführer.
Członek Waffen-SS od marca 1942. Od lipca 1942 do kwietnia 1945 był strażnikiem w podobozach KL Mauthausen, między innymi w Ebensee. Priebel brał udział w egzekucjach, które miały miejsce w obozowych kamieniołomach. Po wojnie zeznał również, że zastrzelił dwóch więźniów przy próbie ucieczki.
W procesie załogi Mauthausen-Gusen (US vs. Johann Altfuldisch i inni) Priebel został skazany na karę śmierci przez amerykański Trybunał Wojskowy w Dachau. Powieszony w więzieniu Landsberg 27 maja 1947.